# Séquencement de gain
 (juillet 2012).
Si vous disposez d'ouvrages ou d'articles de référence ou si vous connaissez des sites web de qualité traitant du thème abordé ici, merci de compléter l'article en donnant les références utiles à sa vérifiabilité et en les liant à la section « Notes et références ».
En théorie du contrôle, le séquencement de gain est une technique de commande des systèmes non linéaires qui, grâce à la détermination d'une famille de systèmes linéaires, approchent de façon satisfaisante le système non linéaire en un nombre de points de fonctionnement donnés, propose des lois de commandes dans chacune des régions de l'espace d'état associées, pour réaliser finalement une loi de commande globale.

## Description
Une ou plusieurs variables observables, appelées variables de séquencement, servent à déterminer la région de l'espace d'état dans laquelle se trouve le système pour faire basculer la commande sur la bonne.
Le séquencement de gain constitue l'une des synthèses de loi de commande les plus intuitives.